# Rondibilis simillima
Rondibilis simillima är en skalbaggsart som beskrevs av Holzschuh 2003. Rondibilis simillima ingår i släktet Rondibilis och familjen långhorningar.
Artens utbredningsområde är Nepal. Inga underarter finns listade i Catalogue of Life.